# Achaearanea schraderorum
Achaearanea schraderorum är en spindelart som beskrevs av Claude Lévi 1959. Achaearanea schraderorum ingår i släktet Achaearanea och familjen klotspindlar.
Artens utbredningsområde är Costa Rica. Inga underarter finns listade i Catalogue of Life.